# 일렉트로 모티브 디젤
일렉트로 모티브 디젤(영어: Electro-Motive Diesel)은 미국의 기관차 제조 업체이다. 미국의 기중기 제조사인 캐터필러의 계열사에 속해있다.